# Children of the Anachronistic Dynasty
Children of the Anachronistic Dynasty (также известна под сокращенным названием C.A.D.) — американская рок-группа, основанная в Гранд-Рэпидс, штат Мичиган. Примечательна тем, что была одной из ранних групп, созданных Мэйнардом Джеймсом Кинаном, который позже создал такие группы, как Tool, A Perfect Circle и Puscifer.

## История
После того как в 1984 г. Кинан оставил своё обучение в Военной Академии США (англ. United States Military Academy), он поступил в Кендаллский колледж Искусства и Дизайна (англ. Kendall College of Art and Design) в штате Мичиган, чтобы сделать карьеру в искусстве. Учась в Кендаллском Колледже в 1986 г., Кинан участвовал в двух группах «Tex A.N.S.» и «Children of the Anachronistic Dynasty». После того как «Tex A.N.S.», в которой Кинан был бас-гитаристом, расформировалась, он начал работать с Кевином Хорнингом (Kevin Horning) над проектом «Children of the Anachronistic Dynasty», создав несколько записей уже в составе новой группы. Освоив драм-машину, Кинан начал вскоре писать и песни.

## Записи
«Children of the Anachronistic Dynasty» впервые выпустили свою демо-запись на кассете под названием «Fingernails» в 1986 г., записанную в квартире Кинана. Хорнинг играл на гитаре, а Кинан, в свою очередь, пел, играл на басу и работал с драм-машиной. Эта запись считается их «Самой узнаваемой записью».
Песня на кассете с названием «Burn About Out» считается ранней версией песни «Sober» группы «Tool». И хотя она записана в более быстром темпе, чем «Sober», и в ней нет «религиозных» припевов, мелодия куплета та же, что и в «Sober», и основная часть текста также присутствует в песне.
В следующем году они записали свой второй EP под названием «Dog. Tail», кассета впоследствии стала пользоваться большим спросом из-за малого числа копий. Другие три участника «Tex A.N.S." — Том Гелусо (Tom Geluso), Стен Хендерсон (Stan Henderson) и Тодд Хорнинг (Todd Horning) — присоединились к «Children of the Anachronistic Dynasty» после того, как Кинан попросил их вернуться в проект. Запись выступления группы «Children of the Anachronistic Dynasty» в Кендаллском Колледже появилась на канале «Grand Rapids» в апреле 1987 г., также в эфире Кинан дал интервью, и были исполнены некоторые песни из альбома «Fingernails», в том числе и песня «Burn About Out».

## Дискография
- Fingernails (1986)[9]
- Dog House (1987)[10]
- Peace Day (VHS release, 1987)[11]

## Состав
- Мэйнард Джеймс Кинан (Maynard James Keenan) — вокал (1986—1987), бас, драм-машина (1986)
- Том Гелусо (Tom Geluso) — ударные (1987)
- Стен Хендерсон (Stan Henderson) — бас (1987)
- Кевин Хорнинг (Kevin Horning) — соло-гитара (1986—1987)
- Тодд Хорнинг (Todd Horning) — ритм-гитара (1987)

Информация об участниках группы